# Monica Teuber
Monica Teuber, née Monika à Breslau le 12 juillet 1945, est une actrice, scénariste, réalisatrice et productrice allemande de cinéma.

## Biographie
Monika Teuber naît pendant l'été 1945, dans des conditions dramatiques : les Allemands sont alors expulsés de Silésie par les Polonais. Arrivée à l'Ouest, elle poursuit sa scolarité et s'inscrit à l'école de théâtre Zinner Studio de Munich. Elle est ensuite engagée au Atelier Theater de Munich et en Suisse. En 1966, elle est remarquée par le réalisateur autrichien Ernst Ritter von Theumer senior, qui lui fait jouer un rôle secondaire dans le western spaghetti Ballade pour un pistolero (Rocco – der Einzelgänger von Alamo). Elle lui restera liée tout au long de sa carrière, mais elle accepte aussi des rôles proposés par Rainer Werner Fassbinder.
En 1979, von Theumer lui propose d'accéder à la réalisation, pour deux films : Primel macht ihr Haus verrückt et Kenn’ ich, weiß ich, war ich schon! Elle avait peu auparavant (1978) fondé avec lui la société Cineteleteam, avant de s'associer deux ans plus tard avec Gerd Ackermans pour la TAT Filmproduktion, qui produira Chained Heat, Chaleur rouge (Red Heat), Jungle Warriors et Silent Night. En 1994, toujours avec von Theumer, dans la société Firma Triangle Film, elle réalise un adaptation cinématographique de la nouvelle Dschamilja, ce qui lui vaudra de participer aux festivals de Saint Petersburg, Shanghai, Casablanca et Marrakech. Cependant, aucun de ses films n'a été un succès commercial. Monika a anglicisé son prénom en Monica. Elle vit à Munich.

## Filmographie

### Actrice
- 1966 : Geheimagent Tegtmeier, série télévisée, épisode : Die harmlosen Gäste
- 1967 : Ballade pour un pistolero (Rocco – der Einzelgänger von Alamo) : Maruja
- 1968 : Le canard sera servi bien cuit (Die Ente klingelt um ½ 8) de Rolf Thiele
- 1968 : Die Söhne (série télévisée)
- 1968 : Nu en Haute-Bavière (Pudelnackt in Oberbayern) de Hans Albin
- 1968 : Gib mir Liebe (ou Schrei nach Lust) de Günter Schlesinger[1]
- 1970 : Jonathan - le Dernier combat contre les vampires (Jonathan) de Hans W. Geißendörfer
- 1971 : Prenez garde à la sainte putain (Warnung vor einer heiligen Nutte) de Rainer Werner Fassbinder : maquilleuse
- 1972 : La Nonne et les Sept Pécheresses (Io monaca… per tre carogne e sette peccatrici) de Ernst von Theumer senior
- 1973 : Ehen vor Gericht, série télévisée, épisode : In Sachen Lorenz gegen Lorenz
- 1974 : Das Fernsehgericht tagt, série télévisée, épisode : Heiratsschwindel
- 1976 : Le Rôti de Satan (Satansbraten) de Rainer Werner Fassbinder
- 1977 : La Femme du chef de gare (Bolwieser), téléfilm de Rainer Werner Fassbinder
- 1978 : Mein lieber Mann, série télévisée
- 1978 : Die Gimmicks, série télévisée
- 1978 : Soko brigade des stups (SOKO München), série télévisée de Dieter Schenk, 10 épisodes
- 1978 : Das Spiel, téléfilm
- 1978 : Ausgerissen! Was nun?, série télévisée, épisode : Die bessere Lösung
- 1978 : L'Ivresse du sang (Die Totenschmecker) d'Ernst von Theumer senior
- 1979 : Tortur mit Torte – Wie macht man Klimbim und anderen Tingeltangel?, documentaire télévisé
- 1981 : Karriere ou Kenn’ ich, weiß ich, war ich schon!, d'elle-même : Mona[2]
- 1981 : Un Amour assassin (Julie Darling) de Paul Nicholas
- 1982 : Les Anges du mal (Chained Heat) de Paul Nicholas
- 1984 : Chaleur rouge (Red Heat – Unschuld in Ketten) de Robert Collector

### Productrice
- 1970 : Cream – Schwabing-Report
- 1978 : L'Ivresse du sang (Die Totenschmecker) d'Ernst von Theumer senior
- 1979 : Primel macht ihr Haus verrückt d'elle-même
- 1981 : Karriere/Kenn’ ich, weiß ich, war ich schon!
- 1981 : Un Amour assassin (Julie Darling) de Paul Nicholas
- 1982 : Les Anges du mal (Chained Heat) de Paul Nicholas
- 1983 : Jungle Fever – Euer Weg führt durch die Hölle
- 1984 : Chaleur rouge (Red Heat – Unschuld in Ketten) de Robert Collector
- 1986 : Rage to Kill (Heart of Darkness/Hell Hunters)
- 1988 : Silent Night / Magdalena

### Réalisatrice
- 1979 : Primel macht ihr Haus verrückt (aussi scénariste)[3],[4]
- 1981 : Karriere ou Kenn’ ich, weiß ich, war ich schon! (aussi scénariste et actrice)[2]
- 1985 : Die Kurve kriegen[5]
- 1988 : Silent Night / Magdalene (aussi scénariste)
- 1994 : Jamila / Dschamilja